# Großkanonisches Potential
Das Großkanonische Potential {\displaystyle \Omega } (Formelzeichen z. T. auch {\displaystyle \Phi _{G}}, {\displaystyle J} oder {\displaystyle K}; auch Landau-Potential nach Lew Landau) ist ein in der Statistischen Mechanik verwendetes thermodynamisches Potential, welches vorwiegend für irreversible Prozesse offener Systeme verwendet wird. Es ist das angepasste thermodynamische Potential für das μVT-Ensemble.

## Definition
Das Großkanonische Potential ist definiert durch:
{\displaystyle \Omega :=F-\mu N=U-TS-\mu N}
mit
- der freien Energie {\displaystyle F}
- dem chemischen Potential {\displaystyle \mu }
- der Teilchenzahl {\displaystyle N} des Systems
- der inneren Energie {\displaystyle U}
- der absoluten Temperatur {\displaystyle T} des Systems
- der Entropie {\displaystyle S}.

Alternativ kann das großkanonische Potential über die großkanonische Zustandssumme {\displaystyle {\mathcal {Z}}} definiert werden:
{\displaystyle \Omega =-{\frac {1}{\beta }}\cdot \ln {\mathcal {Z}},}
wobei {\displaystyle \beta ={\frac {1}{k_{\mathrm {B} }\cdot T}}}
mit der Boltzmann-Konstanten {\displaystyle k_{\mathrm {B} }}.
Wegen der thermodynamischen Euler-Gleichung ist das großkanonische Potential identisch mit
{\displaystyle \Omega =-pV}
mit
- dem Druck {\displaystyle p}
- dem Volumen {\displaystyle V} des Systems.

Eine infinitesimale Änderung des großkanonischen Potentials ist gegeben durch
{\displaystyle \mathrm {d} \Omega =-p\cdot \mathrm {d} V-S\cdot \mathrm {d} T-N\cdot \mathrm {d} \mu }.
Bei konstanter Temperatur ({\displaystyle \mathrm {d} T=0}) und konstantem chemischen Potential ({\displaystyle \mathrm {d} \mu =0}) strebt das großkanonische Potential eines thermodynamischen Systems, welches ohne Arbeitsumsatz sich selbst überlassen wird ({\displaystyle -p\cdot \mathrm {d} V=0}), einem Minimum zu ({\displaystyle \mathrm {d} \Omega =0}).
Gemäß obiger Gleichung lassen sich die thermodynamischen Größen Entropie, Druck und Teilchenzahl wie folgt erhalten:
{\displaystyle {\begin{pmatrix}S\\p\\N\end{pmatrix}}=-{\begin{pmatrix}\partial _{T}\\\partial _{V}\\\partial _{\mu }\end{pmatrix}}\Omega (T,V,\mu )}